# Daniel Caggiani
Daniel Caggiani Gómez  (Montevidéu, 20 de julho de 1983) é um político uruguaio e de 2019 a 2020 foi presidente do Parlamento do Mercosul.